# Administratiekantoor Nobiscum
C.V. Administratiekantoor Nobiscum was een administratie- en beheerderskantoor in Den Haag dat tijdens de Tweede Wereldoorlog geroofd Joods vastgoed beheerde en verkocht. Tijdens de bezettingsjaren had Nobiscum ongeveer 2.500 geconfisqueerde woningen in beheer. Nobiscum en het A.N.B.O. worden gezien als de grootste spelers in de onteigening van Joods vastgoed in de Tweede Wereldoorlog.

## Geschiedenis
Het kantoor werd in juli 1933 als ‘N.V. Administratiekantoor Nobiscum’ in Den Haag opgericht. Het had onder meer het administreren en beheren van hypotheken, effecten, roerende en onroerende zaken als doel. Op 31 augustus 1941 werd het statuut, en daarmee de naam, gewijzigd in ‘C.V. Administratiekantoor Nobiscum’. Nobiscum werd geleid door Geert Cornelis Ankerman (algemeen directeur), Bruin Jacobus Roels (commissaris) en Johan Pieter Jacob Camfferman.

## Rol tijdens de Tweede Wereldoorlog
Vanaf 11 augustus 1941 moesten Joden hun 'overig grondbezit' aanmelden bij de ‘Niederländische Grundstücksverwaltung’ (Nederlandsche Administratie van Onroerend Goed, NVG). Onder overig grondbezit viel zowel onroerend goed als hypotheken. Nederland werd door de NGV in vijf ‘Hauptverwaltungsbezirke’ (administratieve districten) verdeeld:  Amsterdam, Arnhem, Den Haag, Eindhoven en Groningen. Deze districten werden geleid door officieel beëdigde ‘Verwalters’ (beheerders). In de regio Den Haag waren zowel Nobiscum als het A.N.B.O. (Algemeen Nederlandsch Beheer van Onroerende Goederen), onder leiding van Dirk Hidde de Vries, actief in het beheren en verkopen van Joods vastgoed. Beiden werkten samen met onderaannemers.
De beheerders waren Duitsgezinde makelaars die meestal lid waren van de Nationaal-Socialistische beweging. Zij hielden zich onder andere bezig met het innen van huren, het verzorgen van verzekeringen en hypotheken en de verkoop van de panden. Van de geïnde huur ontvingen beheerders 3% commissie en bij de verkoop van een pand streken zij 2% van de koopsom op. Doordat de panden onteigend waren kregen de oorspronkelijke eigenaren geen enkel deel van de opbrengst.
Op 28 augustus 1941 benaderde directeur Ankerman de NVG met de vraag of Nobiscum mocht optreden als Verwalter. In de brief aan het NVG stelde hij dat Nobiscum reeds vele jaren ervaring had met de handel in onroerend goed en dat zowel hij als Roels al jaren actief lid waren van de Nationaal-Socialistische Beweging. Ankerman, Roels en Camfferman hadden een dubieuze reputatie in Den Haag. Ze stonden bekend als vechtersbazen en werden door de Haagse hoofdcommissaris Petrus Hamer in een rapport over Nobiscum niet florissant omschreven. Hij omschreef Roels als een ‘een kundig en actief zakenman’, maar wilde volgens Hamer geen enkel ‘fatsoenlijk mens’ iets met hem te maken hebben. Roels en Camfferman zouden naar verluidt een homoseksuele relatie hebben. Hun zakenpartner Ankerman werd omschreven als een ‘moreel en zedelijk niet hoogstaand persoon’. Waarnemend hoofd van de NGV Schneider Arnoldi verklaarde na de oorlog dat hij Camfferman zag als de meest gevaarlijke persoon van de drie en dat hij tevens gevaarlijker was dan A.N.B.O.-directeur De Vries.
Na de oorlog verklaarde Ankerman dat Nobiscum ongeveer tweeduizend panden van Joden in beheer had gehad. Notaris mr. H.C. Schalij, die na de bevrijding het bestuur van Nobiscum overnam en onderzoek deed naar de administratie, kwam uit op een totaal van ongeveer 2.500 woningen. Over wie van de bestuursleden verantwoordelijk was, ontstond er na de oorlog onenigheid. Roels en Ankerman beschuldigden elkaar van de keuze zich in te laten met de handel in geconfisqueerd vastgoed. Het onderzoek werd bemoeilijkt doordat de administratie van Nobiscum niet op orde was.
Voornamelijk Ankerman had zich tijdens de Tweede Wereldoorlog verrijkt door als privépersoon diverse panden in de Allard Piersonlaan, de Damasstraat, de Jacobastraat en de Linnaeusstraat aan te kopen. Werken die gedaan werden aan de panden bracht hij in rekening bij de Joodse huiseigenaren.

## Veroordeling
Ankerman droeg als beherend vennoot de volledige financiële verantwoordelijkheid. Hij bleek na onderzoek een schuld te hebben van meer dan 300.000 gulden. Dit kwam mede doordat belastingen niet waren voldaan en geld was verduisterd. Vanwege de hoge schuld, waar hij volgens het tribunaal nog waarschijnlijk de rest van zijn leven last van zou hebben, werd Ankerman tot 10 mei 1948 geïnterneerd. Ook verloor Ankerman zijn kiesrechten.
Roels werd op 16 december 1947 veroordeeld tot een gevangenisstraf. Deze gevangenisstraf was gelijk aan de duur van het voorarrest dat Roels al had uitgezeten. Daarnaast ontving hij een geldboete van 5.000 gulden en werd zijn kiesrecht ontnomen. Camfferman is uiteindelijk nooit veroordeeld.